# The Butterfly Effect (gruppo musicale)
I The Butterfly Effect sono una band hard rock nata a Brisbane in Australia nel 1999. I membri del gruppo sono Clint Boge (voce), Ben Hall (batteria e percussioni), Glenn Esmond (basso), Kurt Goedhart (chitarra).

## Storia
L'esordio della band risale al 2001 con l'EP The Butterfly Effect EP. La Triple J, una influente stazione radio della zona, iniziò a trasmettere queste 6 tracce a rotazione. Firmano così nel 2001 con la Modern Music, una etichetta indipendente, e danno inizio a un intenso tour ricco di date, con cui ottengono un sempre più ampio numero di fan e l'aumento delle vendite del loro EP, anche grazie alle loro performance live. The Butterfly Effect EP rimane così nella top 20 independent charts per tutto il 2002. Questo permise alla band e alla Modern Music di entrare nel circuito live della Roadshow Music and Rough Cut Publishing, partecipando ai festival più importanti d'Australia.

### Begins Here
Nel novembre del 2002, a un anno dalla pubblicazione dell'EP e dopo oltre a 150 esibizioni live, pubblicano il nuovo singolo "Crave", che debutta al nº59 della classifica australiana, dove rimane per 6 mesi. Il gruppo ora è pronto per registrare un nuovo album, e registrarono i nuovi pezzi tra il novembre del 2002 e il marzo del 2003 ai Modern Music Studios di Brisbane. L'album viene prodotto da Dave Leonard che è anche il manager della band, e mixato da Tim Palmer (U2, Pearl Jam, Ozzy Osbourne). Il chitarrista della Band, Kurt Goedhart, e il produttore andarono a Los Angeles 2 settimane a supervisionare le tracce durante il mixaggio. La registrazione definitiva poi fu effettuata a New York con Howie Weinberg nel maggio 2003. Begins Here viene così pubblicato in Australia il 4 agosto 2003, debuttando al nº24 della classifica australiana. I testi dell'album sono scritti da Clint Boge e parlano di temi complessi e profondamente diversi come l'abuso, la resurrezione, l'alter ego, la vulnerabilità. Il cantante afferma anche che i testi di alcune canzoni si basano su temi personali, come ad esempio "Without Wings".
Dopo un tour di 115 date in 5 mesi e un crescente successo in patria, il produttore decise di tentare anche all'estero, e nell'aprile del 2004 fu pubblicato anche in Europa dove la Modern Music fu appoggiata da altre etichette (Sony in Germania, RSK nel Regno Unito, Suburban in Belgio, Paesi Bassi e Lussemburgo). Le riviste musicali europee iniziarono ad interessarsi del gruppo e nell'Agosto 2004 Dave Chumbley (l'agente musicale di Kylie Minogue, Bloodhound Gang, Less Than Jake) propose ai Butterfly Effect un tour di 6 settimane di 32 concerti in 40 giorni toccando Germania, Austria, Svizzera, Repubblica Ceca, Paesi Bassi e Regno Unito e registrando un ottimo consenso di critica e pubblico, e facendo vendere 10000 copie di Begins Here in questi stati europei.

## Formazione

### Formazione attuale
- Clint Boge - voce
- Ben Hall - batteria, percussioni
- Glenn Esmond - basso
- Kurt Goedhart - chitarra

## Discografia

### Album studio
- 2003 - Begins Here
- 2006 - Imago
- 2008 - Final Conversation of Kings

### Ep
- 2001 - The Butterfly Effect EP

### Singoli
- 2002 - Take It Away
- 2002 - Crave
- 2003 - One Second of Insanity
- 2004 - Always
- 2005 - Phoenix
- 2005 - Beautiful Mine
- 2006 - A Slow Descent
- 2006 - Gone
- 2007 - Reach